# Grammoptera grammopteroides
Grammoptera grammopteroides är en skalbaggsart som först beskrevs av Maurice Pic 1892.  Grammoptera grammopteroides ingår i släktet Grammoptera och familjen långhorningar. Inga underarter finns listade i Catalogue of Life.